# 空色のリボン
『空色のリボン』（そらいろのリボン）は、声優の佐藤利奈が出した1stミニアルバムである。品番はFCCV-0007。

## 収録曲
1. 空色のリボン
  - 作詞・作曲：大石孝次、編曲：原嘉朗
2. あの空の彼方に
  - 作詞・作曲：大石孝次、編曲：原嘉朗
  - PCゲーム『あの空の向こう側』オープニングテーマ
3. あの空で逢えたらPart.1（トークパート）
4. Garden of Heaven
  - 作詞・作曲：大石孝次 編曲：原嘉朗
  - PCゲーム『あの空の向こう側』エンディングテーマ
5. あの空で逢えたらPart.2（トークパート）
6. やさしさの魔法
  - 作詞・作曲：藤倉芹奈、編曲：原嘉朗
  - インターネットラジオ『佐藤利奈のあの空で逢えたら』エンディングテーマ
7. 空色のリボン（カラオケ）
8. あの空の彼方へ（カラオケ）
9. Garden of Heaven（カラオケ）